# Svätá Mária
Svätá Mária, ungarisch Szentmária (1960–1990 slowakisch „Bodrog“ – 1948–1960 „Svätá Mária pri Bodrogu“; ungarisch auch Bodrogszentmária oder Szentmáriafölde) ist eine Gemeinde im Osten der Slowakei mit 502 Einwohnern (Stand 31. Dezember 2024), die zum Okres Trebišov, einem Kreis des Košický kraj, gehört. Sie ist Teil der traditionellen Landschaft Zemplín.

## Geographie

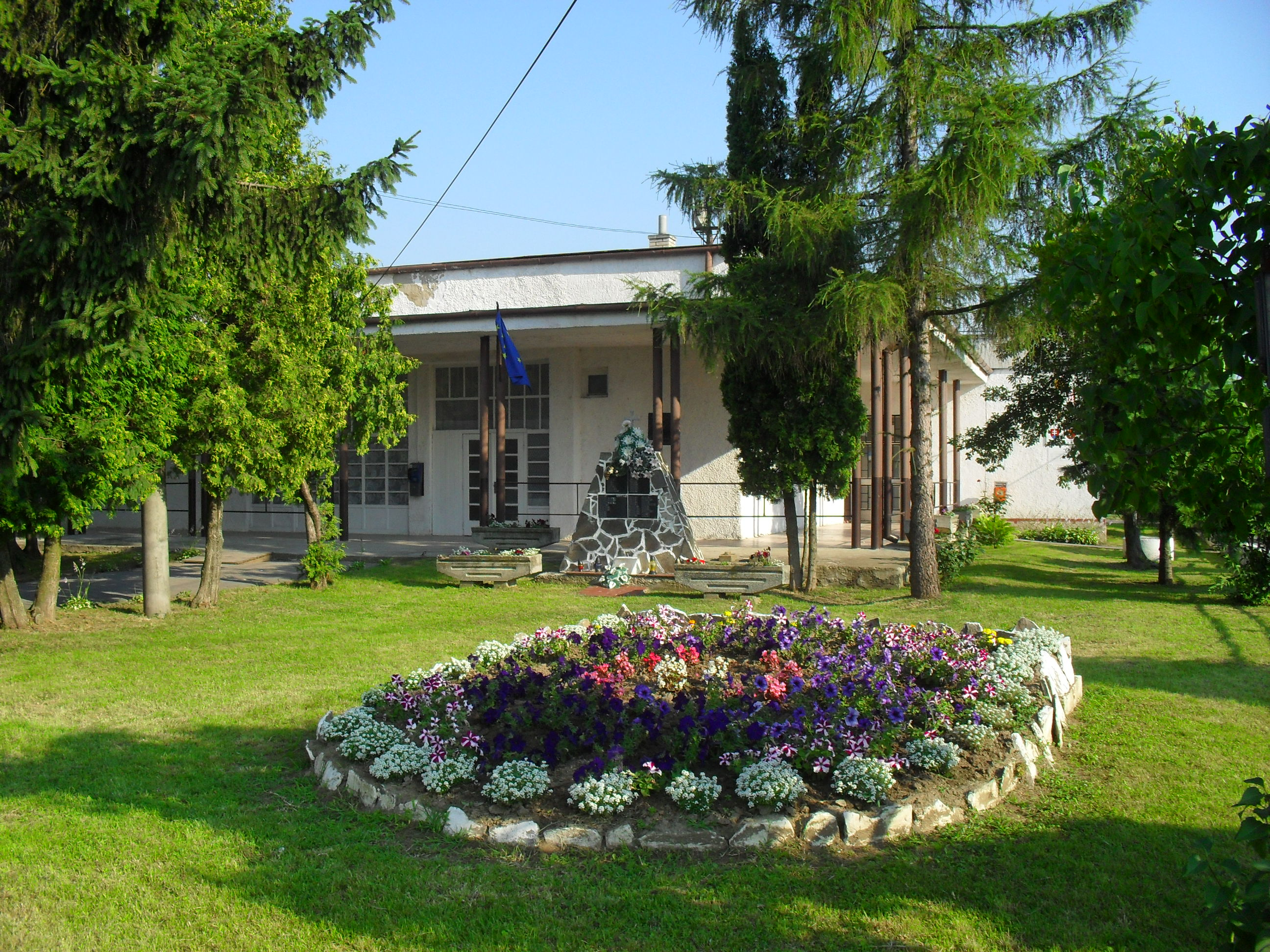
Gemeindeamt von Svätá Mária

Die Gemeinde befindet sich im südlichen Teil des Ostslowakischen Tieflands in der Kleinregion Medzibodrožie (ungarisch Bodrogköz), auf der linksseitigen Flurterrasse des Bodrog. Das Ortszentrum liegt auf einer Höhe von 98 m n.m. und ist 12 Kilometer von Kráľovský Chlmec sowie 44 Kilometer von Trebišov entfernt (Straßenentfernung).
Zur Gemeinde gehört auch der 1956 eingemeindete Ort Pavlovo (1407 schriftlich erwähnt, ungarisch Pálfölde).
Nachbargemeinden sind Oborín und Zatín im Norden, Rad im Nordosten und Osten, Somotor (Ortsteil Nová Vieska pri Bodrogu) im Süden und Südwesten, Zemplín im Westen und Cejkov im Nordwesten.

## Geschichte

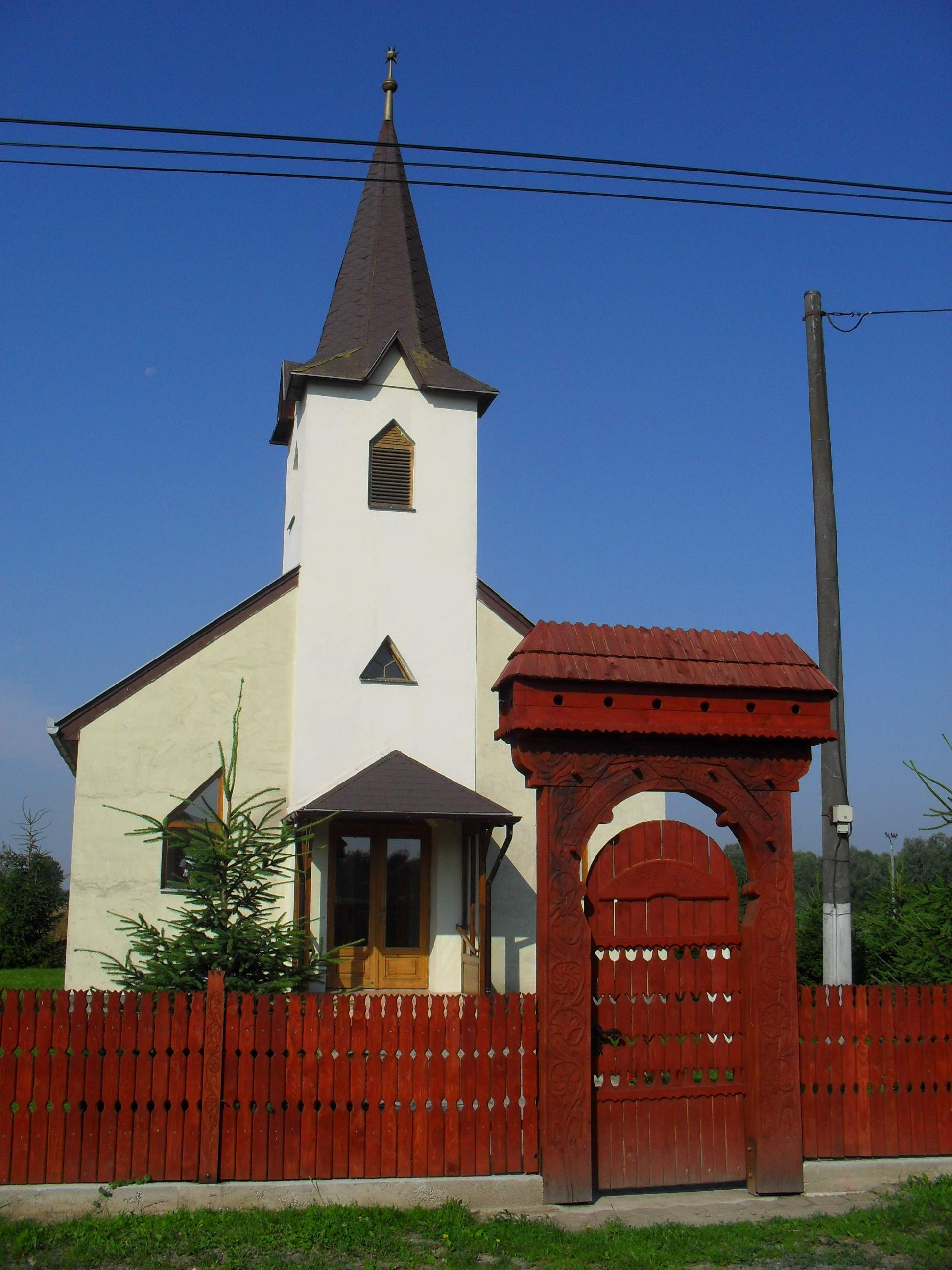
Reformierte Kirche im Ortsteil Pavlovo

Das Gemeindegebiet wurde in der Jungsteinzeit besiedelt und es gab einen Bronzefund aus der Jungbronzezeit, Gräber aus der Römerzeit, eine slawische Siedlung sowie eine altungarische Grabstätte.
Svätá Mária wurde zum ersten Mal 1261 als Villa Sancte Marie, Villa Maria beziehungsweise Zenthmaria schriftlich erwähnt, weitere historische Bezeichnungen sind unter anderen Zenmaria (1359) und Szent-Maria (1773). Das Dorf lag in der Herrschaft des Bistums Erlau, in der Reformationszeit vorübergehend der Burg Garany, ab 1804 war es Gut des Bistums Kaschau. 1824 wurde der Ort von einem Hochwasser heimgesucht.
1557 wurden vier Porta verzeichnet, 1715 gab es 15 verlassene und drei bewohnte Haushalte. 1787 hatte die Ortschaft 28 Häuser und 180 Einwohner, 1828 zählte man 50 Häuser und 385 Einwohner, die als Fischer, Landwirte und Winzer tätig waren.
Bis 1918/1919 gehörte der im Komitat Semplin liegende Ort zum Königreich Ungarn und kam danach zur Tschechoslowakei beziehungsweise heutigen Slowakei. Auf Grund des Ersten Wiener Schiedsspruchs war der Ort von 1938 bis 1944 noch einmal Teil Ungarns.

## Bevölkerung
| Jahr                | 1994 | 2004    | 2014    | 2024     |
| ------------------- | ---- | ------- | ------- | -------- |
| Anzahl der Personen | 585  | 618     | 572     | 502      |
| Unterschied         |      | +5,64 % | −7,44 % | −12,23 % |

| Jahr                | 2023 | 2024    |
| ------------------- | ---- | ------- |
| Anzahl der Personen | 509  | 502     |
| Unterschied         |      | −1,37 % |

Nach der Volkszählung 2011 wohnten in Svätá Mária 575 Einwohner, davon 495 Magyaren, 58 Slowaken und ein Bulgare. 21 Einwohner machten keine Angabe zur Ethnie.
302 Einwohner bekannten sich zur römisch-katholischen Kirche, 119 Einwohner zur griechisch-katholischen Kirche, 103 Einwohner zur reformierten Kirche, fünf Einwohner zu den Zeugen Jehovas, zwei Einwohner zur Evangelischen Kirche A. B. und ein Einwohner zu den christlichen Gemeinden. 14 Einwohner waren konfessionslos und bei 29 Einwohnern wurde die Konfession nicht ermittelt.

## Verkehr
Durch Svätá Mária führt die Cesta I. triedy 79 („Straße 1. Ordnung“) von Slovenské Nové Mesto nach Kráľovský Chlmec, mit der abzweigenden Cesta III. triedy 3694 („Straße 3. Ordnung“) im gesamten bebauten Ortsgebiet. Der nächste Bahnanschluss ist in Somotor an der Bahnstrecke Čierna nad Tisou–Košice.